# Cuore di cane
Cuore di cane (in russo: Собачье сердце Sobač'e serdce) è un romanzo satirico-fantascientifico di Michail Afanas'evič Bulgakov, che narra la storia della trasformazione chirurgica di un cane in un uomo: è chiaro l'intento dell'autore di parodiare, con una favola morale, i propositi del nuovo regime sovietico di rifondare la società russa su basi socialiste.
Il romanzo venne scritto all'epoca dell'inaugurazione della NEP (acronimo di Novaja Ėkonomičeskaja Politika, lett. "nuova politica economica"), ovvero il sistema economico misto varato da Lenin a seguito degli esiti fallimentari del cosiddetto comunismo di guerra attuato dai bolscevichi durante la guerra civile russa.

## Trama
(Michail Afanas'evič Bulgakov, Cuore di cane, Capitolo I)
Così inizia Cuore di cane: un randagio muore di freddo e di fame in una viuzza del centro di Mosca. Durante la sua agonia, il cane (che come molti altri cani di strada possiede un proprio punto di vista e sa pure leggere) osserva e giudica cinicamente l'umanità che gli passa attorno: dai cuochi del Consiglio dell'Alimentazione Nazionale, agli spazzini del Comune di Mosca, dalla dattilografa di categoria nona, al professionista medio borghese.
(Michail Afanas'evič Bulgakov, Cuore di cane, Capitolo I)
È proprio questo cittadino che si avvicinerà al nostro cane, battezzandolo Pallino (Šarik, Шарик, in russo), e deciderà di accoglierlo nella sua dimora. Per Pallino si apriranno nuovi orizzonti: un tetto, cibo a volontà, l'opportunità di passare indisturbato davanti al portiere del palazzo del suo padrone. In definitiva si sente felice e soddisfatto della sua nuova condizione di cane d'appartamento.
(Michail Afanas'evič Bulgakov, Cuore di cane, Capitolo II)
Il padrone è Filip Filipovič Preobraženskij, professore di medicina di fama mondiale, andrologo e ginecologo, impegnato in una ricerca sul ringiovanimento del corpo umano. In una parte del racconto Bulgakov colloca, in un angolo dello studio del professore, Pallino, che assiste alla sfilata dei pazienti del medico, "un campionario gerontologico della belle époque", vecchi in cerca di gioventù.
A un tratto Preobraženskij si accorda col suo assistente, il dottor Bormental, per mettere in atto un esperimento: trapiantare i testicoli e l'ipofisi di un uomo morto al cane. Dal momento in cui Pallino viene anestetizzato per l'intervento, la narrazione come flusso di pensiero di Pallino si sostituiscono le pagine del diario di Bormental, che analizza l'andamento del soggetto operato: prima "cane", poi "individuo", poi "homunculus": Pallino dopo il trapianto dell'ipofisi inizia a camminare su due zampe, perde la coda, i peli e gli artigli, acquisisce la parola... ma eredita le informazioni cerebrali dell'uomo da cui ha ricevuto l'ipofisi, morto accoltellato in una bettola moscovita. Perciò si abbandona al turpiloquio, commette oscenità, parla di Marx e di Engels (si riempie la bocca di retorica sovietica che risulta abbastanza ostica a Preobraženskij), ma poi insegue animalescamente i gatti per casa.
Ad un certo punto, dopo l'ultima bravata di Pallino (si assume il nome da cittadino nell'anagrafe: Poligraf Poligrafovič Pallinov), Preobraženskij e soprattutto il dottor Bormental decidono di far cessare la snervante presenza nel modo più brusco: il signor Pallinov viene privato dell'ipofisi umana e torna ad essere un normale cane da appartamento.
La storia si presta a diverse chiavi interpretative: è una disincantata satira sui "nuovi ricchi" usciti vincenti nella rivoluzione russa - dopo la fine della guerra civile e del cosiddetto comunismo di guerra, Lenin si vide costretto a sostituirvi una Nuova Politica Economica, la Nep, che lasciava una certa libertà di iniziativa, per quanto limitata; pure rivela una profetica critica degli eccessi della scienza nel momento in cui si spinge oltre i confini dell'utile e del naturale. Verso il termine del racconto il Professor Preobraženskij stesso così esprime il suo senso di frustrazione per la "scoperta" che non è una scoperta:
(Michail Afanas'evič Bulgakov, Cuore di cane, Capitolo VIII)

## Edizioni
- trad. di Maria Olsoufieva e Chiara Spano De Cet, Cuore di cane, ovvero Endocrinologia della N.E.P., Bari, De Donato, 1967
- la stessa nella collana tascabile "I Garzanti. Cinema" n. 255, Milano, Garzanti, 1970; collana "I Garzanti" n. 520, 1974
- la stessa nella collana "Rapporti", con la sceneggiatura di Alberto Lattuada[2], nota critica di Lucio Lombardo Radice, Bari, De Donato, 1975
- trad. di Clara Coïsson e Vera Dridso, Cuore di cane, in Racconti, collana "Supercoralli", Torino, Einaudi, 1970; collana "Nuovi coralli" n. 248, 1979; in Romanzi brevi e racconti, collana "Gli struzzi" n. 389, 1990 ISBN 88-06-11831-5
- la stessa in Cuore di cane e altri racconti, con un saggio di Mauro Martini, Torino, Einaudi, 2001 ISBN 88-06-15894-5
- trad. di Viveka Melander, Cuore di cane, libera trasposizione teatrale di Mario Moretti[3], Anteditore], Verona, 1972
- la stessa integrale, Roma, Newton Compton, 1975; in Romanzi e racconti, collana "GTE" n. 63, 1990; collana "Centopaginemillelire" n. 22, 1992 ISBN 88-7983-090-2; collana "BEN" n. 108, 1997 ISBN 88-8183-733-1; nella collana "Tascabili Deluxe" n. 3, presentazione di Eraldo Affinati, 2008 ISBN 978-88-541-1007-6
- la stessa con I racconti di un giovane medico, collana "Letteratura" n. 29, La Spezia, Melita, 1983
- trad. di Giovanni Crino, Cuore di cane. La storia di un uomo-cane nella Mosca del 1925, introduzione di Angelo Maria Ripellino, collana "BUR" L n. 82, Milano, Rizzoli, 1975 ISBN 88-17-13082-6; collana "Superclassici" n. 14, 1990 ISBN 88-17-15114-9; collana "Super Bur" n. 22, 1999, ISBN 88-17-15046-0; collana "Pillole", 2010 ISBN 978-88-17-01613-1
- la stessa in Racconti fantastici, introduzione di Vladimir Lakšin, Milano, BUR, 1991 ISBN 88-17-16826-2
- la stessa come supplemento a "Famiglia Cristiana", collana "Collezione oro" n. 10, Milano, San Paolo, 2010
- Cuore di cane, a cura di Giovanni Albertocchi, collana "Leggere a scuola" n. 8, Firenze, Sansoni, 1979
- trad. di Emanuela Guercetti, Uova fatali - Cuore di cane, introduzione di Giovanni Buttafava, presentazione di Fausto Malcovati, collana "I grandi libri" n. 408, Milano, Garzanti, 1992 ISBN 88-11-58408-6
- la stessa in Cuore di cane - Diavoleide - Una storia cinese, collana "Poker" n. 34, Milano, Vallardi, 1996 ISBN 88-11-91051-X
- trad. di Nadia Cicognini, in Racconti, a cura di Giovanna Spendel, collana "Oscar narrativa" n. 1312, 2 voll. in cofanetto, Milano, Mondadori, 1993, ISBN 88-04-37556-6 ISBN 88-04-37557-4; collana "Oscar classici moderni" n. 105, 1994 ISBN 88-04-39048-4
- la stessa in Romanzi e racconti, a cura di Mariėtta Čudakova, progetto editoriale di Serena Vitale, collana "I Meridiani", Milano, Mondadori, 2000 ISBN 88-04-46918-8
- la stessa come supplemento a "la Repubblica", collana "Grandi della narrativa" n. 16, con introduzione di Adriano Sofri, Roma, Gruppo editoriale L'Espresso, 2011
- Uova fatali - Cuore di cane, a cura di Nice De Angelis Masera, Milano: Ed. Scolastiche Bruno Mondadori, 1994 ISBN 88-424-3065-X
- trad. di Serena Prina, Cuore di cane - Uova fatali, collana "UE" n. 2233, Milano, Feltrinelli, 2011 ISBN 978-88-07-82233-9

## Adattamenti cinematografici
Cuore di cane ha ispirato l'omonimo film di Alberto Lattuada del 1975 e un film televisivo di Vladimir Bortko del 1988.

## In musica
Nella sua biografia, Perfetto difettoso, Piero Pelù spiega come si sia ispirato all'opera di Bulgakov per scrivere il brano Cane, contenuto nel secondo LP dei Litfiba, 17 re.
Il romanzo ha anche ispirato il compositore russo Aleksandr Michajlovič Raskatov, che tra il 2008 e il 2009 ha composto un'opera (in due atti, sedici scene e un epilogo) dal titolo omonimo, su libretto di Cesare Mazzonis e George Edelman.